# Ermes
Ermes, Hermes o Ermete, raramente Erme (in greco antico: Ἑρμῆς?, Hermês), è una divinità della mitologia e delle religioni dell'antica Grecia. Il suo ruolo principale è quello di messaggero degli dèi. È inoltre il dio dei commerci, dei viaggi, dei confini, dei ladri, dell'eloquenza e delle discipline atletiche. Svolge anche la funzione di psicopompo, ovvero di colui che accompagna le anime dei defunti verso l'Ade. Figlio di Zeus e della Pleiade Maia, è uno dei dodici Olimpi.
I suoi simboli sono il gallo e la tartaruga, ma è chiaramente riconoscibile anche per il borsellino, i sandali e cappello alati e il bastone da messaggero, il caduceo.
Nella mitologia romana il corrispondente di Ermes è Mercurio, il quale, sebbene sia un dio di derivazione etrusca, possiede molte caratteristiche simili all'Ermes greco, essendo infatti il dio dei commerci e dei ladri.

## Etimologia

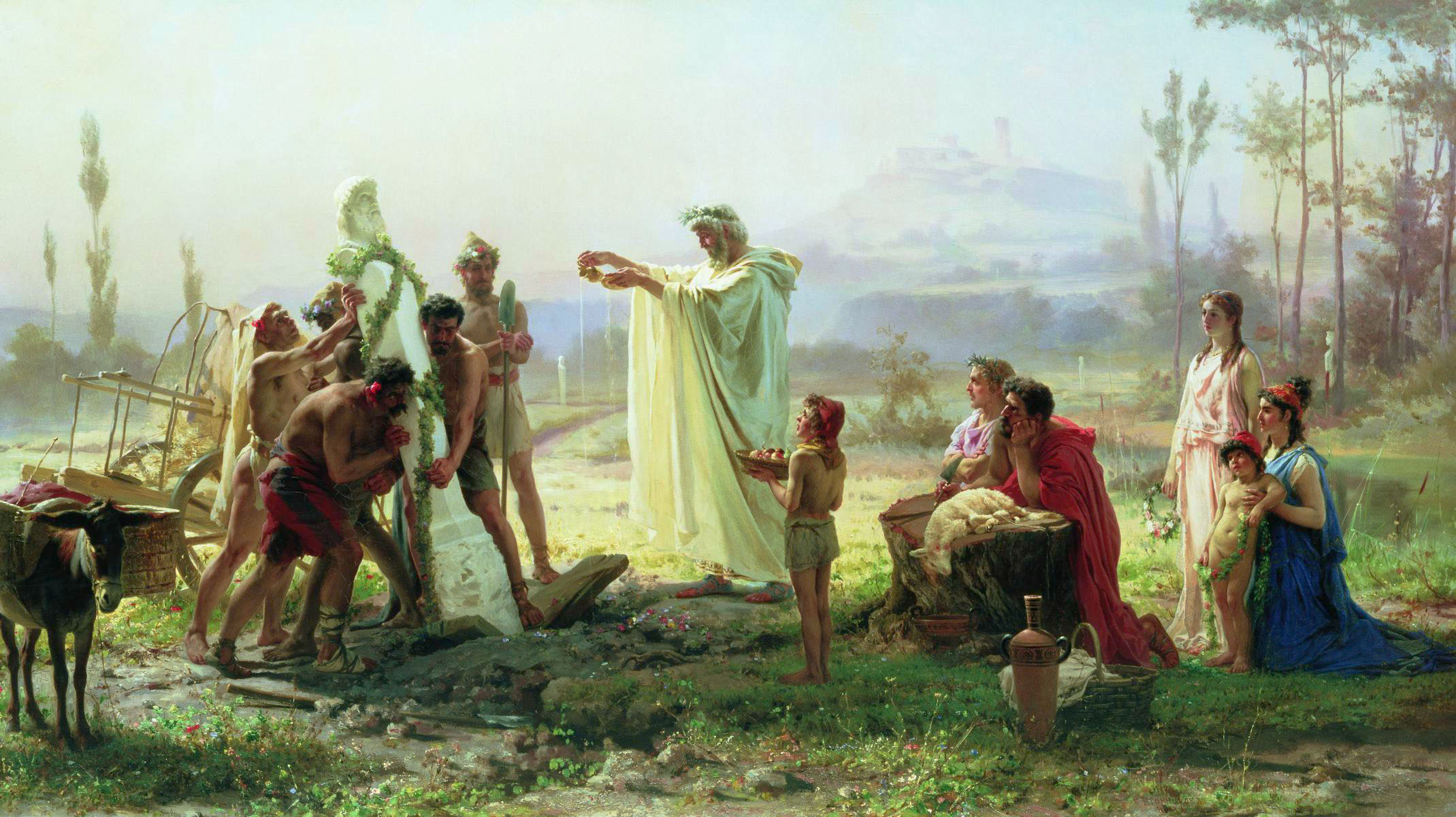
Rappresentazione di una cerimonia per la consacrazione di un'erma (Fedor Bronnikov, XIX secolo).

Dal 1848, quando Karl Otfried Müller ne fornì una dimostrazione, si credeva che il nome Hermes derivasse dalla parola greca erma (ἕρμα), che identifica un tipo di capitello quadrato o rettangolare decorato in alto con una testa (generalmente barbuta) di Ermes e in basso con la raffigurazione di organi riproduttivi maschili durante l'erezione. Negli ultimi anni, però, la scoperta della precedente presenza del dio anche nel pantheon miceneo, testimoniata dalle iscrizioni in scrittura Lineare B ritrovate a Pilo e a Cnosso che riportano "Hermes Aroia" (Ermes ariete), hanno fatto propendere per l'opinione opposta, ovvero che dal dio il nome sia passato alla rappresentazione in forma di pilastro. In ogni caso l'associazione con questo tipo di costruzioni — usate ad Atene con scopi apotropaici e in tutta la Grecia per segnare le strade e i confini — ha fatto sì che Hermes diventasse il dio protettore dei viaggi fatti via terra.

## Iconografia

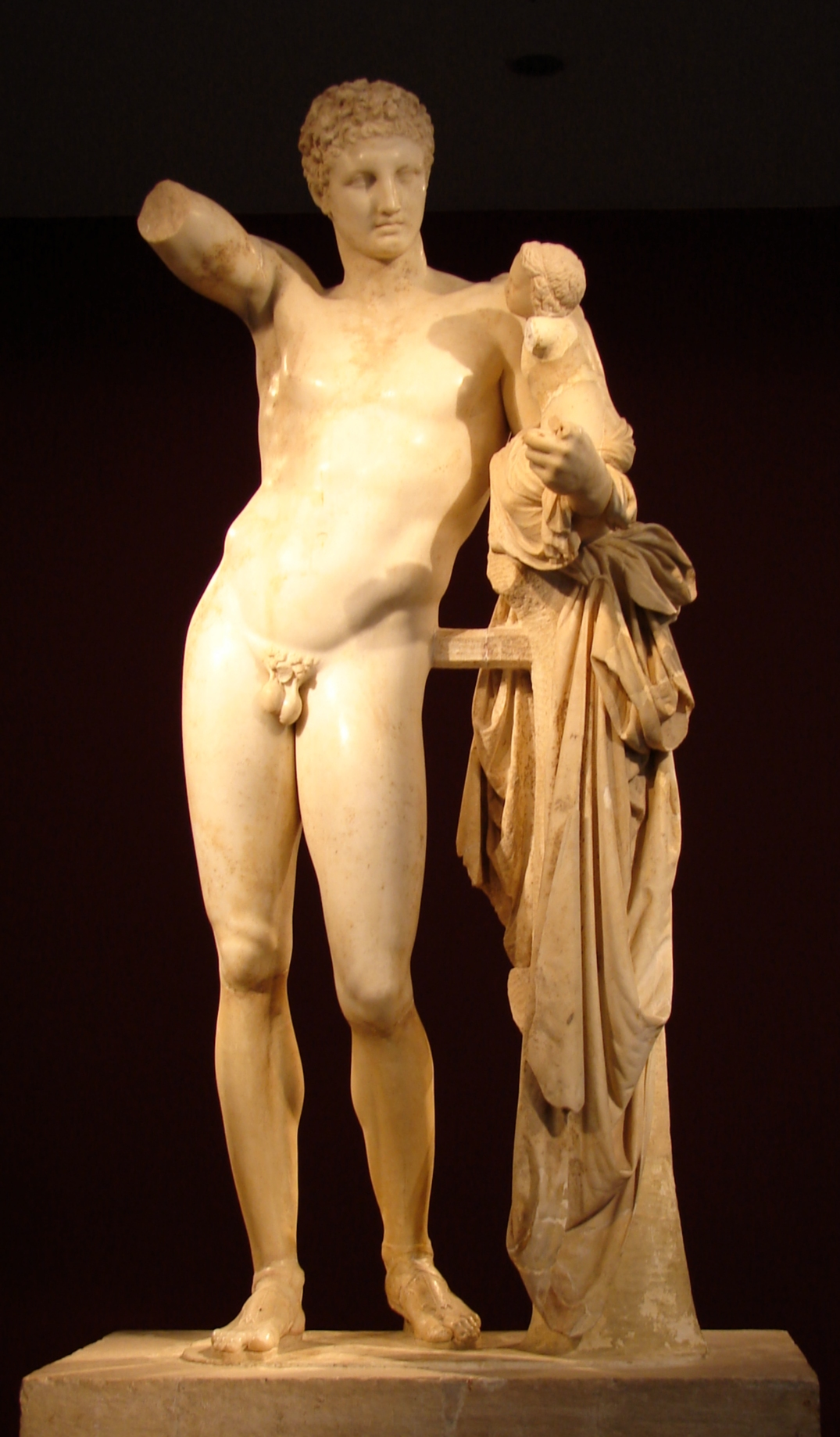
Hermes con Dioniso, scultura del 350-330 a.C. di Prassitele

Nelle epoche più antiche, l'iconografia di Hermes era piuttosto diversa da quella adottata nel periodo classico: era immaginato come un dio anziano, barbuto e dotato di un fallo di notevoli dimensioni.
Nel VI secolo a.C. la sua figura fu rielaborata e trasformata in quella di un giovane dall'aspetto atletico con un cappello alato. Le statue di Hermes ritratto con il suo nuovo aspetto furono diffusamente sistemate negli stadi e ginnasi di tutta la Grecia.
In epoca classica Hermes era solitamente ritratto mentre indossava un cappello da viaggiatore dall'ampia tesa oppure il caratteristico cappello alato in greco antico: πέτασος? ("petaso") calzava un paio di sandali anch'essi alati, i talari, e portava il bastone da messaggero, tipico della cultura orientale, o il caduceo, attorno al quale sono intrecciati due serpenti, o anche il "kerykeion", sopra al quale si trova un simbolo simile a quello usato in astrologia per il segno del toro.
Indossava abiti semplici, da viaggiatore, lavoratore o pastore. Spesso era rappresentato o ricordato inserendo nelle opere d'arte i suoi tipici simboli, la borsa, il gallo o la tartaruga. Quando era rappresentato nella sua accezione di "Hermes Logios", ovvero il simbolo della divina eloquenza, generalmente teneva un braccio alzato in un gesto che accentuava l'enfasi dell'orazione.
L'immagine più usata e conosciuta di Ermes è quella di un ragazzo atletico vestito con abiti semplici da viandante, con un cappello alato, e due sandali alati.

## Culto
Templi dedicati a Ermes erano diffusi in tutta la Grecia, ma il centro più importante dove veniva praticato il suo culto era Feneo in Arcadia dove si tenevano le celebrazioni in suo onore chiamate "Hermoea".

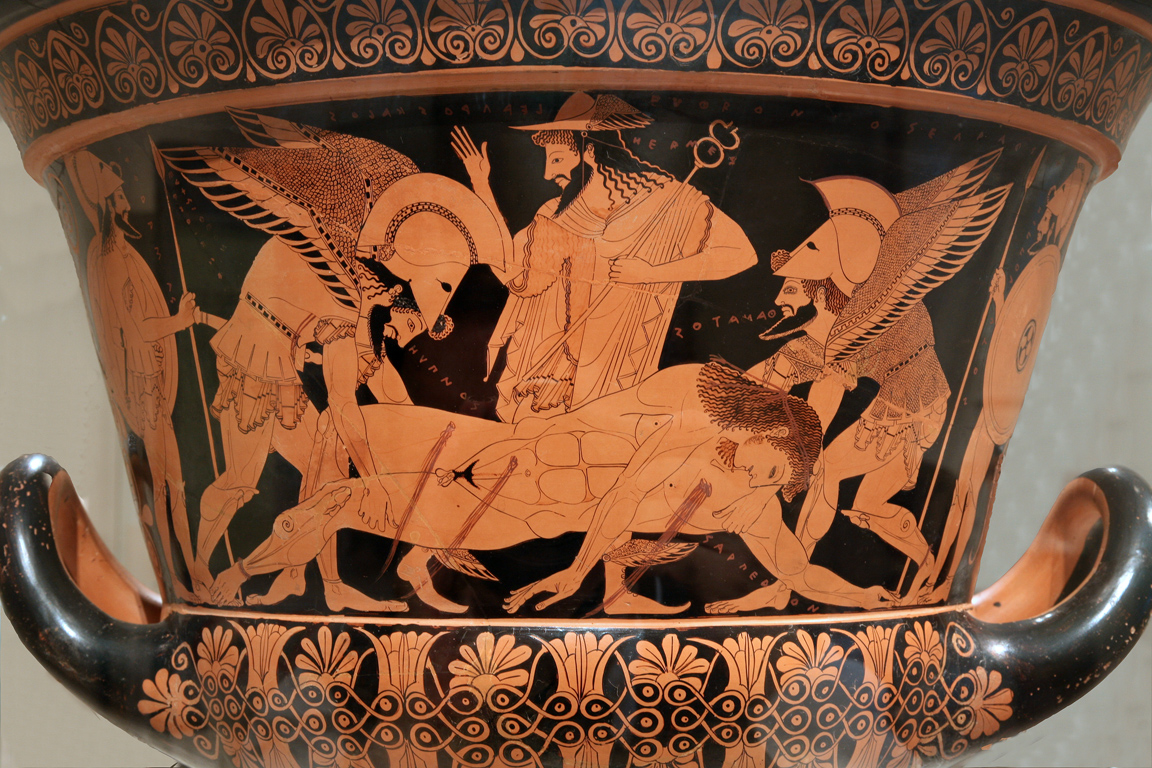
Sarpedonte portato da Ipno e Tanato osservati da Hermes. Lato A del cosiddetto cratere di Eufronio, ca. 515 a.C.

Il dio Ermes possedeva il ruolo di psicopompo, cioè accompagnatore dello spirito dei morti: aiutava a trovare la via per il mondo sotterraneo dell'aldilà, ed era uno dei pochi ad avere il permesso di frequentare gli inferi. Nell'Inno omerico a Demetra, Ermes riporta Persefone sana e salva da sua madre Demetra. Ermes accompagna nell'oltretomba le anime dei Proci, i pretendenti di Penelope uccisi da Odisseo e anche lo spettro di Dario I di Persia nella tragedia I Persiani.
Per gli antichi Greci, infatti, in Ermes si incarnava principalmente lo spirito del passaggio e dell'attraversamento: ritenevano che il dio si manifestasse in qualsiasi tipo di scambio, trasferimento, violazione, superamento, mutamento, transito, tutti concetti che rimandano in qualche modo a un passaggio da un luogo, o da uno stato, all'altro. Questo spiega il suo essere messo in relazione con i cambiamenti della sorte dell'uomo, con lo scambio di beni, con i colloqui e lo scambio di informazioni consueti nel commercio nonché, ovviamente, con il passaggio dalla vita a ciò che viene dopo di essa.
L'Inno omerico a Hermes lo invoca come: «dalle molte risorse (polýtropos), gentilmente astuto, predone, guida di mandrie, apportatore di sogni, osservatore notturno, ladro ai cancelli, che fece in fretta a mostrare le sue imprese tra le dee immortali». Hermes funge anche da interprete, svolgendo il ruolo di ánghelos (ἄγγελος, "messaggero degli dèi"), un compito che divide con Iris. In epoca tardo antica avviene la fusione sincretica del culto di Hermes e del dio egizio Thot, deriva la figura leggendaria del sapiente profeta Ermete Trismegisto, autore del Corpus Hermeticum. Da questo aspetto di Hermes derivano l'aggettivo ermetico (oscuro, nascosto) e la parola ermeneutica, ovvero l'arte di interpretare i significati nascosti. In greco un uomo fortunato veniva chiamato "hermaion".
La figura di Ermes come inventore del fuoco può essere accostata a quella di Prometeo. Si credeva che Hermes, oltre alla siringa e alla lira, avesse inventato anche molti tipi di competizioni sportive e la pratica del pugilato: per questo era considerato il protettore degli atleti. Vari esperti di mitologia contemporanei hanno nei loro scritti messo Hermes in relazione con divinità imbroglione e ingannatrici presenti in altre culture.
Ermes è anche il dio degli oratori, della letteratura, dei poeti, dell'atletica, delle invenzioni, e del commercio in generale nonché, nella teologia greca, rappresentante del lógos (λόγος).
Platone fa sostenere anche a Socrate che si 'dice' che: «Ermes è dio interprete, messaggero, ladro, ingannatore nei discorsi e pratico degli affari, in quanto esperto nell'uso della parola; suo figlio è il logos», pur ritenendo che in realtà di questi dèi non sappiamo nulla.
(Lucio Anneo Cornuto. Compendio di Teologia greca. XVI)
Questa caratteristica teologica è derivata dalla sua precedente interpretazione mitica come dio del mistero, dei viaggi, dell'inganno, del trasporto di animali, delle vie e delle pietre di confine, dei confini, dei pastori e dei mandriani, degli oratori e dei poeti, della letteratura, dell'atletica, dei pesi e delle misure, del commercio e dell'astuzia caratteristica di ladri e bugiardi, protettore dei ladri e dei messaggeri.
Per i manichei, Hermes era considerato uno dei cinque profeti che avevano preceduto Mani. Poi il personaggio è giunto nella profetologia islamica col nome di Idris ed Enoch (Okhnokh).

## Mitologia

### La nascita di Ermes
Il dio Ermes nacque in una grotta del monte Cillene, dove la madre Maia, figlia del Titano Atlante si univa con il Re degli dèi Zeus all'insaputa della dea Era.
Il piccolo Ermes fu un bambino molto precoce: nel suo primo giorno di vita inventò la lira uccidendo una tartaruga, che diventò il suo animale sacro, e la notte stessa riuscì a rubare la mandria di bovini di Apollo suo fratello, nascondendola in una grotta e cancellandone le tracce degli zoccoli; da questo episodio, diventò tra l'altro il protettore dei ladri, oltre che messaggero degli dei. Il piccolo Ermes sacrificò agli dèi due mucche, anche se tentato di mangiarsele. Quando Apollo accusò Ermes del furto, dopo aver consultato il volo degli uccelli, Maia lo difese dicendo che non poteva essere stato lui, dato che aveva trascorso con lei tutta la notte. Tuttavia intervenne Zeus, il quale disse che Ermes aveva effettivamente rubato la mandria e doveva restituirla, ma pure che Apollo non doveva approfittare di suo fratello essendo più grande. Mentre discuteva con Apollo, Ermes cominciò a suonare la sua lira: il suono del nuovo strumento piacque così tanto ad Apollo che, in cambio di esso, accettò che Ermes si tenesse la mandria rubata. Dopo qualche estate Ermes costruì il flauto di Pan e fece a cambio con Apollo ricevendo il suo bastone da pastore. Ermes costruì anche la fisarmonica a bocca che scambiò con suo fratello, il quale gli insegnò a interpretare il volo degli uccelli. Da quel giorno Ermes divenne anche il protettore dei musicanti e il pastore di tutti i pascoli e di tutte le mandrie.

### Genealogia (Esiodo)
|                   |                   |                   |                   |                   |                   |      |      |      |      |      |      |  |  |        |        |        |        |          |        |   |   |          |          |          |          |          |          |  |  |           |           |           |           |           |           |  |  |     |     |     |     |     |     |  |  |         |         |         |         |         |         |  |  |       |       |       |       |       |       |
|                   |                   |                   |                   |                   |                   |      |      |      |      |      |      |  |  |        |        |        |        |          |        |   |   | Urano    | Urano    | Urano    | Urano    | Urano    | Urano    |  |  | Gea       | Gea       | Gea       | Gea       | Gea       | Gea       |  |  |     |     |     |     |     |     |  |  |         |         |         |         |         |         |  |  |       |       |       |       |       |       |
|                   |                   |                   |                   |                   |                   |      |      |      |      |      |      |  |  |        |        |        |        |          |        |   |   | Urano    | Urano    | Urano    | Urano    | Urano    | Urano    |  |  | Gea       | Gea       | Gea       | Gea       | Gea       | Gea       |  |  |     |     |     |     |     |     |  |  |         |         |         |         |         |         |  |  |       |       |       |       |       |       |
|                   |                   |                   |                   |                   |                   |      |      |      |      |      |      |  |  |        |        |        |        |          |        |   |   |          |          |          |          |          |          |  |  |           |           |           |           |           |           |  |  |     |     |     |     |     |     |  |  |         |         |         |         |         |         |  |  |       |       |       |       |       |       |
|                   |                   |                   |                   |                   |                   |      |      |      |      |      |      |  |  |        |        |        |        |          |        |   |   |          |          |          |          |          |          |  |  |           |           |           |           |           |           |  |  |     |     |     |     |     |     |  |  |         |         |         |         |         |         |  |  |       |       |       |       |       |       |
| Genitali di Urano | Genitali di Urano | Genitali di Urano | Genitali di Urano | Genitali di Urano | Genitali di Urano |      |      |      |      |      |      |  |  |        |        |        |        |          |        |   |   | Crono    | Crono    | Crono    | Crono    | Crono    | Crono    |  |  | Rea       | Rea       | Rea       | Rea       | Rea       | Rea       |  |  |     |     |     |     |     |     |  |  |         |         |         |         |         |         |  |  |       |       |       |       |       |       |
| Genitali di Urano | Genitali di Urano | Genitali di Urano | Genitali di Urano | Genitali di Urano | Genitali di Urano |      |      |      |      |      |      |  |  |        |        |        |        |          |        |   |   | Crono    | Crono    | Crono    | Crono    | Crono    | Crono    |  |  | Rea       | Rea       | Rea       | Rea       | Rea       | Rea       |  |  |     |     |     |     |     |     |  |  |         |         |         |         |         |         |  |  |       |       |       |       |       |       |
|                   |                   |                   |                   |                   |                   |      |      |      |      |      |      |  |  |        |        |        |        |          |        |   |   |          |          |          |          |          |          |  |  |           |           |           |           |           |           |  |  |     |     |     |     |     |     |  |  |         |         |         |         |         |         |  |  |       |       |       |       |       |       |
|                   |                   |                   |                   |                   |                   |      |      |      |      |      |      |  |  |        |        |        |        |          |        |   |   |          |          |          |          |          |          |  |  |           |           |           |           |           |           |  |  |     |     |     |     |     |     |  |  |         |         |         |         |         |         |  |  |       |       |       |       |       |       |
|                   |                   |                   |                   |                   |                   | Zeus | Zeus | Zeus | Zeus | Zeus | Zeus |  |  |        |        |        |        |          |        |   |   | Era      | Era      | Era      | Era      | Era      | Era      |  |  | Poseidone | Poseidone | Poseidone | Poseidone | Poseidone | Poseidone |  |  | Ade | Ade | Ade | Ade | Ade | Ade |  |  | Demetra | Demetra | Demetra | Demetra | Demetra | Demetra |  |  | Estia | Estia | Estia | Estia | Estia | Estia |
|                   |                   |                   |                   |                   |                   | Zeus | Zeus | Zeus | Zeus | Zeus | Zeus |  |  |        |        |        |        |          |        |   |   | Era      | Era      | Era      | Era      | Era      | Era      |  |  | Poseidone | Poseidone | Poseidone | Poseidone | Poseidone | Poseidone |  |  | Ade | Ade | Ade | Ade | Ade | Ade |  |  | Demetra | Demetra | Demetra | Demetra | Demetra | Demetra |  |  | Estia | Estia | Estia | Estia | Estia | Estia |
|                   |                   |                   |                   |                   |                   |      |      |      |      |      |      |  |  |        |        |        |        |          |        |   |   |          |          |          |          |          |          |  |  |           |           |           |           |           |           |  |  |     |     |     |     |     |     |  |  |         |         |         |         |         |         |  |  |       |       |       |       |       |       |
|                   |                   |                   |                   |                   |                   |      |      |      |      |      |      |  |  |        |        |        |        |          |        |   |   |          |          |          |          |          |          |  |  |           |           |           |           |           |           |  |  |     |     |     |     |     |     |  |  |         |         |         |         |         |         |  |  |       |       |       |       |       |       |
|                   |                   |                   |                   |                   |                   |      |      |      |      |      |      |  |  |        |        |        |        |          |        | a |   |          |          |          |          |          |          |  |  |           |           |           |           |           |           |  |  |     |     |     |     |     |     |  |  |         |         |         |         |         |         |  |  |       |       |       |       |       |       |
|                   |                   |                   |                   |                   |                   |      |      |      |      |      |      |  |  |        |        |        |        |          |        |   |   |          |          | b        |          |          |          |  |  |           |           |           |           |           |           |  |  |     |     |     |     |     |     |  |  |         |         |         |         |         |         |  |  |       |       |       |       |       |       |
|                   |                   |                   |                   |                   |                   |      |      |      |      |      |      |  |  |        |        |        |        |          |        |   |   |          |          |          |          |          |          |  |  |           |           |           |           |           |           |  |  |     |     |     |     |     |     |  |  |         |         |         |         |         |         |  |  |       |       |       |       |       |       |
|                   |                   |                   |                   |                   |                   |      |      |      |      |      |      |  |  | Ares   | Ares   | Ares   | Ares   | Ares     | Ares   |   |   | Efesto   | Efesto   | Efesto   | Efesto   | Efesto   | Efesto   |  |  |           |           |           |           |           |           |  |  |     |     |     |     |     |     |  |  |         |         |         |         |         |         |  |  |       |       |       |       |       |       |
|                   |                   |                   |                   |                   |                   |      |      |      |      |      |      |  |  | Ares   | Ares   | Ares   | Ares   | Ares     | Ares   |   |   | Efesto   | Efesto   | Efesto   | Efesto   | Efesto   | Efesto   |  |  | Meti      |           |           |           |           |           |  |  |     |     |     |     |     |     |  |  |         |         |         |         |         |         |  |  |       |       |       |       |       |       |
|                   |                   |                   |                   |                   |                   |      |      |      |      |      |      |  |  |        |        |        |        |          |        |   |   |          |          |          |          |          |          |  |  |           |           |           |           |           |           |  |  |     |     |     |     |     |     |  |  |         |         |         |         |         |         |  |  |       |       |       |       |       |       |
|                   |                   |                   |                   |                   |                   |      |      |      |      |      |      |  |  |        |        |        |        | Atena    |        |   |   |          |          |          |          |          |          |  |  |           |           |           |           |           |           |  |  |     |     |     |     |     |     |  |  |         |         |         |         |         |         |  |  |       |       |       |       |       |       |
|                   |                   |                   |                   |                   |                   |      |      |      |      |      |      |  |  |        |        |        |        |          |        |   |   |          |          |          |          |          |          |  |  | Latona    |           |           |           |           |           |  |  |     |     |     |     |     |     |  |  |         |         |         |         |         |         |  |  |       |       |       |       |       |       |
|                   |                   |                   |                   |                   |                   |      |      |      |      |      |      |  |  |        |        |        |        |          |        |   |   |          |          |          |          |          |          |  |  |           |           |           |           |           |           |  |  |     |     |     |     |     |     |  |  |         |         |         |         |         |         |  |  |       |       |       |       |       |       |
|                   |                   |                   |                   |                   |                   |      |      |      |      |      |      |  |  |        |        |        |        |          |        |   |   |          |          |          |          |          |          |  |  |           |           |           |           |           |           |  |  |     |     |     |     |     |     |  |  |         |         |         |         |         |         |  |  |       |       |       |       |       |       |
|                   |                   |                   |                   |                   |                   |      |      |      |      |      |      |  |  |        |        |        |        |          |        |   |   |          |          |          |          |          |          |  |  |           |           |           |           |           |           |  |  |     |     |     |     |     |     |  |  |         |         |         |         |         |         |  |  |       |       |       |       |       |       |
|                   |                   |                   |                   |                   |                   |      |      |      |      |      |      |  |  | Apollo | Apollo | Apollo | Apollo | Apollo   | Apollo |   |   | Artemide | Artemide | Artemide | Artemide | Artemide | Artemide |  |  |           |           |           |           |           |           |  |  |     |     |     |     |     |     |  |  |         |         |         |         |         |         |  |  |       |       |       |       |       |       |
|                   |                   |                   |                   |                   |                   |      |      |      |      |      |      |  |  | Apollo | Apollo | Apollo | Apollo | Apollo   | Apollo |   |   | Artemide | Artemide | Artemide | Artemide | Artemide | Artemide |  |  | Maia      |           |           |           |           |           |  |  |     |     |     |     |     |     |  |  |         |         |         |         |         |         |  |  |       |       |       |       |       |       |
|                   |                   |                   |                   |                   |                   |      |      |      |      |      |      |  |  |        |        |        |        |          |        |   |   |          |          |          |          |          |          |  |  |           |           |           |           |           |           |  |  |     |     |     |     |     |     |  |  |         |         |         |         |         |         |  |  |       |       |       |       |       |       |
|                   |                   |                   |                   |                   |                   |      |      |      |      |      |      |  |  |        |        |        |        | Ermes    |        |   |   |          |          |          |          |          |          |  |  |           |           |           |           |           |           |  |  |     |     |     |     |     |     |  |  |         |         |         |         |         |         |  |  |       |       |       |       |       |       |
|                   |                   |                   |                   |                   |                   |      |      |      |      |      |      |  |  |        |        |        |        |          |        |   |   |          |          |          |          |          |          |  |  | Semele    |           |           |           |           |           |  |  |     |     |     |     |     |     |  |  |         |         |         |         |         |         |  |  |       |       |       |       |       |       |
|                   |                   |                   |                   |                   |                   |      |      |      |      |      |      |  |  |        |        |        |        |          |        |   |   |          |          |          |          |          |          |  |  |           |           |           |           |           |           |  |  |     |     |     |     |     |     |  |  |         |         |         |         |         |         |  |  |       |       |       |       |       |       |
|                   |                   |                   |                   |                   |                   |      |      |      |      |      |      |  |  |        |        |        |        | Dioniso  |        |   |   |          |          |          |          |          |          |  |  |           |           |           |           |           |           |  |  |     |     |     |     |     |     |  |  |         |         |         |         |         |         |  |  |       |       |       |       |       |       |
|                   |                   |                   |                   |                   |                   |      |      |      |      |      |      |  |  |        |        |        |        |          |        |   |   |          |          |          |          |          |          |  |  | Dione     |           |           |           |           |           |  |  |     |     |     |     |     |     |  |  |         |         |         |         |         |         |  |  |       |       |       |       |       |       |
|                   |                   |                   |                   |                   |                   |      |      |      |      |      |      |  |  |        |        |        |        |          |        |   |   |          |          |          |          |          |          |  |  |           |           |           |           |           |           |  |  |     |     |     |     |     |     |  |  |         |         |         |         |         |         |  |  |       |       |       |       |       |       |
| a                 | a                 | a                 | a                 | a                 | a                 |      |      |      |      |      |      |  |  |        |        |        |        |          |        | b | b | b        | b        | b        | b        |          |          |  |  |           |           |           |           |           |           |  |  |     |     |     |     |     |     |  |  |         |         |         |         |         |         |  |  |       |       |       |       |       |       |
| a                 | a                 | a                 | a                 | a                 | a                 |      |      |      |      |      |      |  |  |        |        |        |        |          |        | b | b | b        | b        | b        | b        |          |          |  |  |           |           |           |           |           |           |  |  |     |     |     |     |     |     |  |  |         |         |         |         |         |         |  |  |       |       |       |       |       |       |
|                   |                   |                   |                   |                   |                   |      |      |      |      |      |      |  |  |        |        |        |        |          |        |   |   |          |          |          |          |          |          |  |  |           |           |           |           |           |           |  |  |     |     |     |     |     |     |  |  |         |         |         |         |         |         |  |  |       |       |       |       |       |       |
|                   |                   |                   |                   |                   |                   |      |      |      |      |      |      |  |  |        |        |        |        | Afrodite |        |   |   |          |          |          |          |          |          |  |  |           |           |           |           |           |           |  |  |     |     |     |     |     |     |  |  |         |         |         |         |         |         |  |  |       |       |       |       |       |       |

### Perseo
Ermes aiutò Perseo a uccidere la gorgone Medusa dandogli i suoi sandali alati e il falcetto di Zeus. Diede a Perseo anche l'elmo di Ade che aveva il potere di rendere invisibili, consigliandogli di usarlo per non farsi vedere dalle immortali sorelle di Medusa. Anche Atena fornì il proprio aiuto a Perseo, prestandogli il suo scudo lucente.

### Prometeo
Nell'antica tragedia Prometeo incatenato – attribuita a Eschilo – Zeus invia Hermes a discutere con l'incatenato titano di una profezia fatta da Prometeo stesso che diceva che Zeus sarebbe stato rovesciato dal suo trono. Hermes rimprovera Prometeo, gli consiglia di parlare e gli dice che è irragionevole voler prolungare la sua tortura, ma Prometeo si rifiuta di spiegare la propria profezia.

### L'Iliade

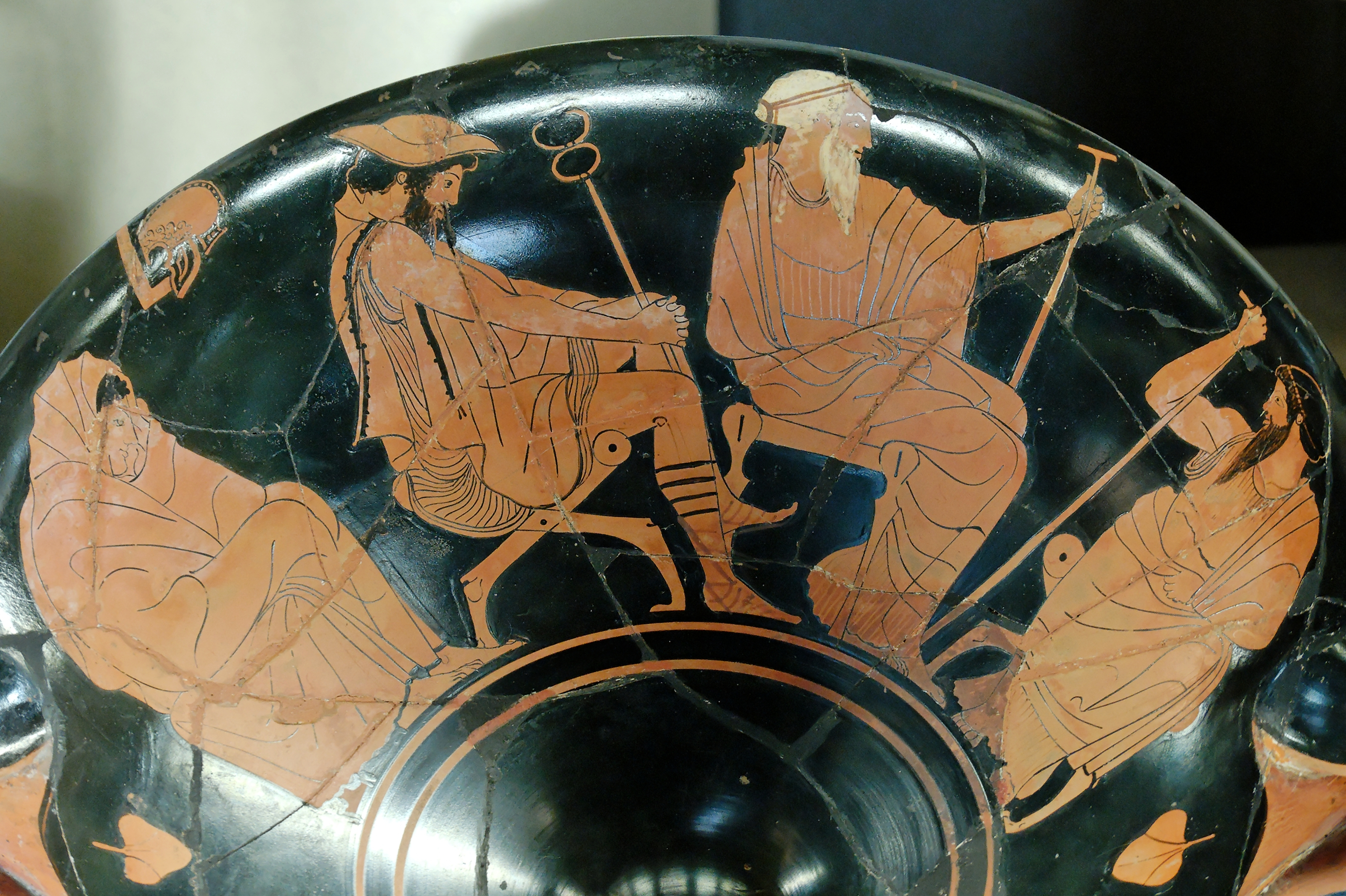
Particolare di un vaso a figure rosse (circa 480-470 a.C.) che raffigura Achille, Priamo, Ermes e Odisseo.

Dopo che Zeus impone agli dei di partecipare direttamente alla Guerra di Troia, Ermes si schiera dalla parte degli Achei.
Nonostante ciò, Ermes protegge il re di Troia Priamo quando questi entra nell'accampamento acheo per chiedere che gli fosse restituito il corpo del figlio Ettore per dargli i funerali.

### L'Odissea
Dopo il concilio degli dei dove viene deciso che Odisseo può ritornare a casa, il dio Ermes viene inviato a chiedere a Calipso di lasciare andare il re di Itaca dall'isola di Ogigia.
Odisseo stesso racconta ad Alcinoo che sull'isola di Eea il dio Ermes si offre di aiutare il re di Itaca dandogli un'erba detta Moli utile come antidoto contro l'effetto delle pozioni di Circe.
Dopo la strage dei pretendenti, Ermes accompagna le loro anime nell'oltretomba.

## La discendenza di Ermes

### Pan
Pan, il dio della natura, delle selve, dei pastori e delle greggi dall'aspetto di un satiro, era considerato figlio di Ermes e della ninfa Penelope. Nell'Inno omerico a Pan, dopo averlo partorito, la madre di quest'ultimo fuggì via dal neonato spaventata dal suo aspetto.

### Ermafrodito
Ermafrodito era figlio di Ermes e di Afrodite. Nato maschio, fu trasformato in un ermafrodito quando gli dei concessero alla lettera a lui e alla ninfa Salmace di non separarsi mai.

### Priapo
Il dio Priapo era figlio di Ermes e Afrodite. Attraverso la figura di Priapo si perpetua il ricordo dell'origine di Ermes come divinità fallica. Secondo fonti diverse, Priapo era invece figlio non di Ermes ma di Dioniso.

### Eros
Secondo alcune fonti il malizioso dio alato dell'amore Eros, figlio di Afrodite, era stato concepito con Ermes, anche se la paternità è stata attribuita anche ad altri dei come Ares. La Teogonia di Esiodo afferma che Eros era nato dal nulla e la sua venuta al mondo era precedente agli dei. Nella mitologia romana Eros prese il nome di Cupido.

### Tiche
La dea della fortuna Tiche (in greco Τύχη) o Fortuna, secondo alcune leggende era figlia di Ermes e Afrodite.

### Abdero
Abdero fu un figlio di Ermes che finì divorato dalle cavalle di Diomede quando accompagnò Eracle a compiere la sua impresa.

### Autolico
Autolico, il principe dei ladri, era figlio di Ermes e fu il nonno di Odisseo.

## Amanti e figli di Ermes
1. Acacallide - Principessa Cretese
  1. Cidone - Eroe di Cidonia
2. Aglauro - Sacerdotessa di Atena
  1. Eumolpo - Grande guerriero
  2. Cerice[23] - Sacerdote di Demetra
3. Antianira
  1. Echione - Argonauta
  2. Erito - Argonauta
4. Apemosine - Principessa Cretese
5. Afrodite
  1. Eros (secondo alcune leggende)
  2. Eunomia
  3. Ermafrodito
  4. Peito
  5. Priapo (secondo alcune leggende)
  6. Rodio
  7. Tiche (secondo alcune leggende)
  8. Feneo
6. Carmenta - Ninfa dell'Arcadia
  1. Evandro - Fondatore del Lazio
7. Chione - Principessa Focese
  1. Autolico - Ladro

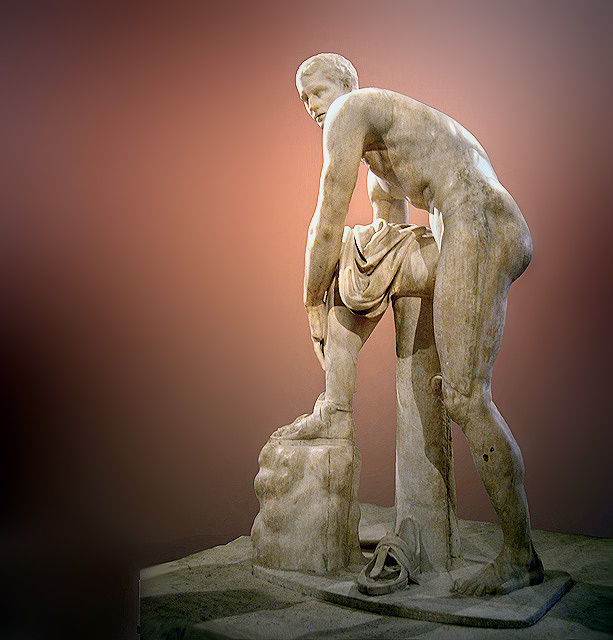
Ermes, copia romana di un'opera bronzea di Lisippo (museo del Louvre)

8. Croco - Giovane amato da Ermes e trasformato nel fiore omonimo
9. Dafnide - Ninfa siciliana
  1. Dafni - Poeta agreste
10. Daira - Oceanina
  1. Eleusi - Fondatore della città omonima
11. Eritea - figlia del gigante Gerione
  1. Norace - eroe fondatore di Nora, in Sardegna
12. Erse - Sacerdotessa di Atena
  1. Cefalo - Cacciatore
  2. Cervice - araldo dei misteri eleusini
13. Eupolomia - Principessa della Ftia
  1. Etalide - Messaggero degli Argonauti
14. Pandroso - Sacerdotessa di Atena
  1. Cerice[24]
15. Iereia
  1. Giga
16. Iftime - figlia di Doro[25]
  1. Ferespondo
  2. Lico
  3. Pronomo - satiri e compagni di Dioniso
17. Peito - Dea della persuasione, Secondo Nonno la moglie di Ermes
18. Penelope - Ninfa dell'Arcadia (secondo alcune versioni la moglie di Odisseo)
  1. Pan - Divinità agreste[21]
19. Persefone - (secondo una leggenda)
20. Polimela - Ninfa del corteo di Artemide
  1. Eudoro - Scudiero di Achille
21. Teobula - Principessa di Elea
  1. Mirtilo - Auriga
22. Nato dall'urina di Ermes, Zeus e Poseidone
  1. Orione - Gigante cacciatore (secondo una leggenda)
23. Da madre sconosciuta
  1. Abdero - Scudiero di Eracle
24. Da madre sconosciuta
  1. Lino - Celebre cantore

## Nella cultura di massa
- Nella saga Percy Jackson e gli dei dell'Olimpo, Luke Castellan, uno degli antagonisti principali, è figlio di Ermes.
- Nel videogioco God of War III Ermes appare come nemico. Affronta lo spartano Kratos, venendo da questo ucciso e privato dei suoi stivali magici, dopo essergli state tagliate le gambe.
- Ermes appare nella serie anime originale Netflix, Blood of Zeus.
- Nel manga Così parlò Rohan Kishibe, compare un personaggio chiamato Yoma Hashimoto che si scoprirà essere la reincarnazione di Ermes.
- Nel manga Record of Ragnarok, Ermes è un personaggio ricorrente che commenta le battaglie con Zeus e Ares.
- Nel videogioco Shin Megami Tensei: Persona 3 Hermes compare come Persona iniziale di Junpei Iori, uno dei coprotagonisti.
- Come accompagnatore delle anime nell'aldilà, e quindi come divinità del trapasso, del passaggio e anche della trasformazione, Hermes viene evocato da Baudelaire nella Alchimie de la douleur dalla raccolta I fiori del male: ... Hermes inconnu qui m'assistes/et qui toujours m'intimidas,/tu me rends l'égal de Midas,/le plus triste des alchimistes;/par toi je change l'or en fer/et le paradis en enfer...[26]
- Ermes è interpretato da Troy Doherty in Epic: The Musical, il quale si basa sul poema omerico dell'Odissea. Il personaggio del dio ha due canzoni all'interno del musical.